# Bryconamericus eigenmanni
Bryconamericus eigenmanni är en fiskart som först beskrevs av Barton Warren Evermann och Kendall, 1906.  Bryconamericus eigenmanni ingår i släktet Bryconamericus och familjen Characidae. Inga underarter finns listade.